# Сезон ФК «Динамо» (Київ) 1936 (весна)
| «Динамо» (Київ) у сезоні 1936 (весна) | «Динамо» (Київ) у сезоні 1936 (весна)             |
| ------------------------------------- | ------------------------------------------------- |
| Ліга                                  | Група «А»                                         |
| Місце в лізі                          | 2-е                                               |
| Раунд у Кубку                         | —                                                 |
| Головний тренер                       | Мойсей (Михайло) Товаровський                     |
| Тренери                               |                                                   |
| Начальник команди                     |                                                   |
| Стадіон                               | Київський стадіон «Динамо» ім. Балицького» (Київ) |
| Капітан                               | Костянтин Щегоцький                               |
| Найкращий бомбардир у лізі            | Костянтин Щегоцький, Макар Гончаренко — по 4      |
| Найбільше матчів у лізі               | Сім гравців — по 6                                |

Сезон «Динамо» (Київ) 1936 (весна) — перший сезон в історії футбольного клубу «Динамо» (Київ), який відразу для нього став срібним. Команда посіла 2-ге місце серед 7 колективів чемпіонату СРСР групи «А», який пройшов в одне коло з 22 травня по 17 липня 1936 року.

## Підготовка до сезону
У зв'язку з перенесенням столиці УСРР з Харкова до Києва у 1934 році, поступово до нової столиці почала перебиратися більшість хороших футболістів. Так з Харкова прибули Костянтин Фомін та Петро Паровишніков, з Одеси — Микола Трусевич, Йосип Ліфшиць та Михайло Волін, з Дніпропетровська — Володимир Гребер та Іван Кузьменко, з Донецька — Олексій Клименко та Віктор Шиловський.

## Головні події сезону
У 1936 році в СРСР вирішили створити єдиний клубний чемпіонат держави. Від УРСР єдиним представником стало саме «Динамо» (Київ), як переможець першості товариства «Динамо» 1935[джерело?]. Його найближчі переслідувачі, динамівці Дніпропетровська і Харкова були додані до групи «Б».
Перший чемпіонат СРСР проводився в одне коло між сімома колективами. В такому турнірі одна поразка могла коштувати чемпіонства. Так і сталося — програвши в першому турі «Динамо» (Москва) 1-5, навіть наступні чотири перемоги поспіль із загальним рахунком 16-3 не допомогли наздогнати москвичів які виграли всі матчі чемпіонату. Проте все ж сезон для «Динамо» (Київ) був визнаний успішним.

## Склад

«Динамо» (Київ) 1936 рік

| Гравець             | Амплуа      | Дата народження   | І | Г  |
| ------------------- | ----------- | ----------------- | - | -- |
| Микола Трусевич     | Воротар     | 5 лютого 1909     | 5 | ‑6 |
| Антон Ідзковський   | Воротар     | 29 грудня 1907    | 2 | ‑5 |
| Михайло Волін       | Захисник    | 1907              | 6 | 0  |
| Василь Правовєров   | Захисник    | 25 грудня 1904    | 4 | 0  |
| Костянтин Фомін     | Захисник    | 19 грудня 1903    | 3 | 0  |
| Володимир Гребер    | Півзахисник | 8 листопада 1911  | 6 | 2  |
| Іван Кузьменко      | Півзахисник | 15 вересня 1912   | 6 | 2  |
| Йосип Ліфшиць       | Півзахисник | 8 березня 1914    | 2 | 0  |
| Олексій Клименко    | Півзахисник | 1912              | 1 | 0  |
| Михайло Путистін    | Півзахисник | 11 січня 1913     | 1 | 0  |
| Микола Махиня       | Нападник    | 30 листопада 1912 | 6 | 3  |
| Федір Тютчев        | Нападник    | 3 травня 1907     | 6 | 0  |
| Віктор Шиловський   | Нападник    | 25 липня 1911     | 6 | 0  |
| Костянтин Щегоцький | Нападник    | 13 квітня 1911    | 6 | 4  |
| Макар Гончаренко    | Нападник    | 11 квітня 1912    | 5 | 4  |
| Павло Комаров       | Нападник    | 16 березня 1913   | 5 | 3  |
| Петро Паровишніков  | Нападник    | 17 вересня 1907   | 3 | 0  |
| Микола Коротких     | Нападник    | 1909              | 1 | 0  |

## Матчі

### 1-й тур
| 24 травня 1936 18:00 |

| Динамо (Київ) | 1:5 (0:3) | Динамо (Москва)                                     |
| ------------- | --------- | --------------------------------------------------- |
| Махиня 80'    |           | Павлов 9' 14' Смірнов 25' Семичастний 72' Ільїн 77' |

| Київський стадіон «Динамо» ім. Балицького» Глядачів: 30 000 Арбітр: А. Щелчков (Москва) |

Динамо: Ідзковський (Трусевич, 72), Волін, Фомін, Тютчев, Лифшиць (Кузьменко, 68), Гребер, Шиловський, Комаров, Щегоцький (к), Паровишніков, Махиня

### 2-й тур
| 31 травня 1936 |

| Червона зоря          | 2:7 (0:1) | Динамо (Київ)                                                             |
| --------------------- | --------- | ------------------------------------------------------------------------- |
| Ярцев 55' Лємєшев 78' |           | Гончаренко 5' Махиня 46' 80' Комаров 57', 77' Щегоцький 83' Кузьменко 87' |

| Стадіон «Красный треугольник» (Ленінград). Глядачів: 15 000 Арбітр: Н. Корнєєв (Москва) |

Динамо: Трусевич, Волін, Фомін, Тютчев, Кузьменко, Гребер, Шиловський, Комаров, Щегоцький, Гончаренко (Паровишніков), Махиня

### 3-й тур
| 6 червня 1936 |

| Динамо (Київ)     | 1:3 (0:2) | Спартак                              |
| ----------------- | --------- | ------------------------------------ |
| Гребер 90' (пен.) |           | Глазков 26' Зайцев 28' Нікіфоров 62' |

| Київський стадіон «Динамо» ім. Балицького» Глядачів: 40 000 Арбітр: Р. Гофман (Ленинград) |

Динамо: Трусевич, Фомін (Правовєров, 57), Волін, Гребер, Кузьменко, Тютчев, Гончаренко, Комаров, Щегоцький (Паровишніков, 46), Шиловський, Махиня.

### 4-й тур
| 11 червня 1936 |

| ЦБЧА        | 1:6 (1:2) | Динамо (Київ)                                                     |
| ----------- | --------- | ----------------------------------------------------------------- |
| Шелагін 12' |           | Щегоцький 7' 51' Гребер 45' (пен.) Гончаренко 60' 89' Комаров 71' |

| Стадіон ЦБЧА (Москва). Глядачів: 8 000 Арбітр: В. Бистров (Ленінград) |

Динамо: Трусевич, Волін, Правовєров, Тютчев (Путістін, 46), Кузьменко, Гребер, Гончаренко, Шиловський, Щегоцький, Комаров, Махиня

### 5-й тур
«Динамо» не брало участь.

### 6-й тур
| 6 липня 1936 |

| Динамо (Київ) | 1:0 (1:0) | Динамо (Ленінград) |
| ------------- | --------- | ------------------ |
| Щегоцький 36' |           |                    |

| Київський стадіон «Динамо» ім. Балицького» Глядачів: 30 000 Арбітр: В. Васильєв (Москва) |

Динамо: Трусевич, Волін, Правовєров, Тютчев, Кузьменко, Гребер, Гончаренко, Шиловський, Щегоцький (к), Коротких, Махиня 

### 7-й тур
| 12 липня 1936 |

| Локомотив | 0:2 (0:0) | Динамо (Київ)                |
| --------- | --------- | ---------------------------- |
|           |           | Кузьменко 75' Гончаренко 79' |

| Стадион «Локомотив». (Москва) Глядачів: 8 000 Арбітр: П. Євдокимов (Ленінград) |

Динамо: Ідзковський, Волін (Клименко), Правовєров, Тютчев, Кузьменко, Гребер (86 нереаліз. пен.), Гончаренко, Шиловський, Щегоцький, Комаров (Ліфшиць), Махиня.

## Турнірна таблиця
| М | Команда                  | 1   | 2   | 3   | 4   | 5   | 6   | 7   | І | В | Н | П | М     | О  |
| - | ------------------------ | --- | --- | --- | --- | --- | --- | --- | - | - | - | - | ----- | -- |
|   | «Динамо» Москва          |     |     |     | 6:2 | 3:1 | 2:0 | 5:1 | 6 | 6 | 0 | 0 | 22-5  | 18 |
|   | «Динамо» Київ            | 1:5 |     | 1:3 |     |     | 1:0 |     | 6 | 4 | 0 | 2 | 18-11 | 14 |
|   | «Спартак» Москва         | 0:1 |     |     | 0:3 |     | 6:1 |     | 6 | 3 | 1 | 2 | 12-7  | 13 |
| 4 | ЦДКА Москва              |     | 1:6 |     |     | 0:3 |     | 6:2 | 6 | 2 | 1 | 3 | 13-18 | 11 |
| 5 | «Локомотив» Москва       |     | 0:2 | 0:2 |     |     |     |     | 6 | 2 | 0 | 4 | 7-11  | 10 |
| 6 | «Динамо» Ленінград       |     |     |     | 1:1 | 3:1 |     | 0:1 | 6 | 1 | 1 | 4 | 5-12  | 9  |
| 7 | «Червона зоря» Ленінград |     | 2:7 | 1:1 |     | 1:2 |     |     | 6 | 1 | 1 | 4 | 8-21  | 9  |

- Система нарахування очок: 3 за перемогу, 2 за нічию, 1 за поразку і 0 за неявку.